# 62 Ерато
62 Ерато (лат. 62 Erato) је астероид главног астероидног појаса. Приближан пречник астероида је 95,39 km,
а средња удаљеност астероида од Сунца износи 3,125 астрономских јединица (АЈ).
Инклинација (нагиб) орбите у односу на раван еклиптике је 2,230 степени, а орбитални период износи 2018,111 дана (5,525 година). Ексцентрицитет орбите астероида износи 0,172.
Апсолутна магнитуда астероида износи 8,76 а геометријски албедо 0,060.
Астероид је откривен 14. септембра 1860. године.